# 클로로포르메이트
클로로포르메이트(영어: Chloroformate)는 화학식 ROC(O)Cl을 갖는 유기 화합물의 한 종류이다. 공식적으로 클로로포름산의 에스터이다. 

## 설명
클로로포르메이트는 대부분의 습한 공기에서 분해되는 무색의 휘발성 액체이다. 간단한 예로 상업적으로 이용 가능한 메틸 클로로포름산염이 있다. 클로로포르메이트는 유기화학에서 시약으로 사용된다. 예를 들어서 벤질 클로로포르메이트는 Cbz (카르 복시 벤질)의 보호기로 사용되며 플루오레닐메틸옥시카르보닐 클로라이드는 FMOC 보호기로 사용된다. 클로로포름산염은 유도체화제로서 크로마토그래피 분야에서 인기가 있다. 그들은 극성 화합물을 극성이 더 낮고 휘발성이 더 높은 유도체로 변환한다. 이러한 방식으로 클로로포르메이트는 가스 크로마토그래피/질량 분석법에 의한 분석을 위해 큰 배열의 대사 산물(아미노산, 아민, 카복실산, 페놀)의 비교적 간단한 변형을 가능하게 한다.

## 같이 보기
- 유기화학
- 유기 화합물